# Pomeni imen asteroidov: 52001–53000
Pregled pomenov imen asteroidov (malih planetov) od številke 52001 do 53000, ki jim je Središče za male planete dodelilo številko in so pozneje dobili tudi uradno ime  v skladu z dogovorjenim načinom imenovanja. Pregled je preverjen z Schmadelovim “Slovarjem imen malih planetov” (“Dictionary of Minor Planet Names”). 
Pregled pojasnjuje izvor oziroma pomen imen asteroidov, ki ga je priznala Mednarodna astronomska zveza (IAU). Nekateri asteroidi imajo imajo dodatno pojasnilo o izvoru imena, ki pa vedno ni popolnoma zanesljivo (oznaka “†” ali “‡“). 
| Ime | Začasna oznaka | Izvor imena |
| 52001–52100 | 52001–52100    | 52001–52100 |
| --- | -------------- | ----------- |
| 52005 Maik \| 2002 CL13 \| Maik Meyer, nemški ljubiteljski astronom † ‡ |                |             |
| 52101–52200 |                |             |
| 52201–52300 |                |             |
| 52228 Protos \| 1977 RN \| grška beseda za "prvi", odkriteljev prvi odkriti asteroid † |                |             |
| 52271 Lecorbusier \| 1988 RP3 \| Le Corbusier (Charles-Edouard Jeanneret), švicarsko-francoski arhitekt in načrtovalec mest †                                                                                      |                |             |
| 52291 Mott \| 1990 TU1 \| John R. Mott (1865 – 1955), ameriški organizator sodobnega ekumenskega gibanja in dobitnik Nobelove nagrade †                                                                            |                |             |
| 52293 Mommsen \| 1990 TQ3 \| Theodor Mommsen, nemški klasični zgodovinar in dobitnik Nobelove nagrade † |                |             |
| 52301–52400 |                |             |
| 52301 Qumran \| 1991 RQ2 \| Kumran, Palestina, kjer so našli kumranske rokopise † |                |             |
| 52309 Philnicolai \| 1991 TQ7 \| Philipp Nicolai (1556 – 1608), nemški luteranski duhovnik in pesnik † |                |             |
| 52334 Oberammergau \| 1992 FS3 \|mesto Oberammergau, Bavarska, Nemčija, znano po pasijonskih igrah † |                |             |
| 52337 Compton \| 1992 RS \| Arthur Holly Compton, ameriški fizik in dobitnik Nobelove nagrade † |                |             |
| 52401–52500 |                |             |
| 52421 Daihoji \| 1994 LA \| kraj Daihōji, severno od mesta Kumakōgen, Japonska, cilj 44. romanja Šikoku † |                |             |
| 52455 Masamika \| 1995 AD1 \| Masa-aki Takanashi in njegova žena Mika, japonska ljubiteljska astronoma † |                |             |
| 52500 Kanata \| 1996 DC1 \| KANATA, japonski izraz za "daleč proč", ime novega 1,5 m teleskopa Univerze v Hirošimi †                                                                                               |                |             |
| 52501–52600 |                |             |
| 52589 Montviloff \| 1997 PY3 \| Nicolas Montviloff, francoski soustanovitelj Observatorija Pises (Observatoire des Pises) in predsednik Astronomske družbe v Montpellierju (Société astronomique de Montpellier) † |                |             |
| 52601–52700 |                |             |
| 52601 Iwayaji \| 1997 SJ16 \| kraj Ivajaji, vzhodno od mesta Kumakōgen, Japonska, cilj 45. romanja Šikoku † |                |             |
| 52604 Thomayer \| 1997 TZ9 \| Josef Thomayer, češki profesor interne medicine na Karlovi univerzi v Pragi † |                |             |
| 52649 Chrismith \| 1997 YX11 \| Christine Elizabeth Smith, ameriška učiteljica v osnovni šoli † |                |             |
| 52665 Brianmay \| 1998 BM30 \| Brian May, britanski astrofizik, rektor Univerze Johna Mooresa v Liverpoolu in vodilni kitarist in pisec bsedil za rock skupino Queen †                                             |                |             |
| 52701–52800 |                |             |
| 52801–52900 |                |             |
| 52872 Okyrhoe \| 1998 SG35 \| Okiroja, mitološka hčerka Hirona in Harikla † |                |             |
| 52901–53000 |                |             |
| 52975 Cyllarus \| 1998 TF35 \| Kilarus (Cyllarus), mitološki kentaver † |                |             |

| Predhodnik: 51001–52000 | Pomeni imen asteroidov Seznam asteroidov (52001-52250) Seznam asteroidov (52251-52500) Seznam asteroidov (52501-52750) Seznam asteroidov (52751-53000) | Naslednik: 53001–54000 |